# كريستيان بروكي
كريستيان بروكي  ( Cristian Brocchi ) ، (ميلانو، 30 يناير 1976)، مدرب حالي لفريق إيه سي ميلان الإيطالي أحد لاعبي نادي لاتسيو، بدأ بروكي مسيرته الكروية مع نادي إيه سي ميلان في عام 1994، ولكنه أعير في الموسم الي تلاه إلى برو سستو، وأعير مرة أخرى في عام 1997 إلى نادي لوميزاني، وفي عام 1998 انتقل بروكي إلى نادي هيلاس فيرونا، ولعب لهم موسمين، وبعدها انتقل إلى نادي إنتر ميلان ولعب له موسم واحد، ولم ينجح معه، فعاد إلى ناديه القديم إيه سي ميلان، ولم يستطع أن يجد مكانا له في تشكيلة إيه سي ميلان، فأعير إلى فيورنتينا في موسم 2005/2006، وعاد إلى إيه سي ميلان في صيف 2006 في عام 2008 انتقل إلى نادي لاتسيو الإيطالي.
و يعد بروكي من لاعبي خط الوسط المقاتلين، والذين يلعبون بروح قتالية كبيرة، وهذه من أبرز أسباب نجاحه مع فيورنتينا.

## روابط خارجية
- كريستيان بروكي على موقع الاتحاد الدولي (مؤرشف)  (الإنجليزية)
- كريستيان بروكي على موقع الاتحاد الأوربي (الإنجليزية)
- كريستيان بروكي على موقع قاعدة بيانات كرة القدم.إي يو (الإنجليزية)
- كريستيان بروكي على موقع بيانات كرة القدم. دي إي (الألمانية)
- كريستيان بروكي على موقع ناشيونال فوتبول تيمز (الإنجليزية)
- كريستيان بروكي على موقع Soccerway.com (الإنجليزية)
- كريستيان بروكي على موقع عالم كرة القدم.نت (الإنجليزية)
- كريستيان بروكي على موقع كووورة
- كريستيان بروكي على موقع AS.com (الإسبانية)